# Mystacomyia scordalus
Mystacomyia scordalus är en tvåvingeart som beskrevs av Henry J. Reinhard 1955. Mystacomyia scordalus ingår i släktet Mystacomyia och familjen parasitflugor. Inga underarter finns listade i Catalogue of Life.